# (4796) Lewis
(4796) Lewis (1989 LU) – planetoida z pasa głównego asteroid okrążająca Słońce w ciągu 3,62 lat w średniej odległości 2,35 j.a. Odkryta 3 czerwca 1989 roku.